# Michelle Gibson
Michelle Gibson, född den 25 februari 1969, är en amerikansk ryttare.
Hon tog OS-brons i lagtävlingen i dressyr i samband med de olympiska ridsporttävlingarna 1996 i Atlanta.